# Leioproctus bipectinatus
Leioproctus bipectinatus is een vliesvleugelig insect uit de familie Colletidae. De wetenschappelijke naam van de soort is voor het eerst geldig gepubliceerd in 1856 door Smith.